# ХК Тапара
ХК Тапара (фин. Tappara) професионални је фински клуб хокеја на леду из града Тампереа. Тренутно се такмичи у елитној хокејашкој лиги Финске .
Своје домаће утакмице игра у Леденој дворани капацитета 7.600 места за хокејашке утакмице.

## Историјат
Клуб је основан 1932. под именом ТБК (швед. Tammerfors Bollklubb) и за њега су углавном играли ученици из тадашње шведске школе у Тампереу. Клуб је прву службену утакмицу одиграо 1934, а у финску прву лигу пласирао се у сезони 1942/43. Прва медаља освојена је у сезони 1945/46, и то бронзана, а исте сезоне клуб је изгубио утакмицу од градског ривала Илвеса са 4:19. Илвес је касније те сезоне освојио националну титулу. 
Први златни период у историји клуба биле су 1950е године током којих је клуб освојио три узастопне националне титуле , уз још по 3 сребрне и бронзане медаље. У то време промењено је оригинално шведско име клуба у данашње Тапара (фин. Tappara).
Други златни период у историји клуба десио се током 1970-их и 1980-их, да би током 1990-их дошло до великог пада, а клуб се чак борио и за опстанак у лиги. 

## Успеси
- Национални првак: 15 пута (1952/53, 1953/54, 1954/55, 1958/59, 1960/61, 1963/64, 1974/75, 1976/77, 1978/79, 1981/82, 1983/84, 1985/86, 1986/87, 1987/88, 2002/03)
- Финалиста плеј-офа: 7 пута (1975/76, 1977/78, 1980/81, 2000/01, 2001/02, 2012/13, 2013/14)
- Бронзана медаља СМ-лиге: 2 пута (1989/90, 2007/08)

## Познати играчи
- Тука Ментиле
- Петри Контиола
- Јори Лехтере